# 巴东小檗
巴东小檗（学名：Berberis veitchii）为小檗科小檗属的植物，是中国的特有植物。分布于中国大陆的贵州、四川、湖北等地，生长于海拔2,000米至3,300米的地区，常生长在林缘、林中、山坡灌丛和河边，目前尚未由人工引种栽培。